# Marcus Caecilius Cornutus (Anhänger Sullas)
Marcus Caecilius Cornutus war ein zu Beginn des 1. Jahrhunderts v. Chr. lebender römischer Politiker der späten Republik.

## Leben
Obwohl es keine ausdrückliche Bezeugung für den Gentilnamen von Marcus Caecilius Cornutus gibt, wird es in der Forschung für sicher gehalten, dass er dem Plebejergeschlecht der Caecilier entstammte. Er war wohl ein Verwandter des gleichnamigen Stadtprätors von 43 v. Chr.
Nachdem Cornutus in einem nicht genau bekannten Jahr als Prätor amtiert hatte, diente er 90 und/oder 89 v. Chr., vielleicht auch noch 88 v. Chr., als Legat im Bundesgenossenkrieg und zeichnete sich als erfahrener Offizier aus. Er gehörte zur Partei Sullas, weshalb er 87 v. Chr. von den Anhängern der zurückgekehrten Führer der Gegenpartei, Gaius Marius und Lucius Cornelius Cinna, beinahe ermordet worden wäre. Diesem Schicksal entging er, da seine Sklaven erklärten, dass er tot sei. So gelang ihm die Flucht nach Gallien. Sein späteres Leben ist unbekannt.